# 라페토사우루스

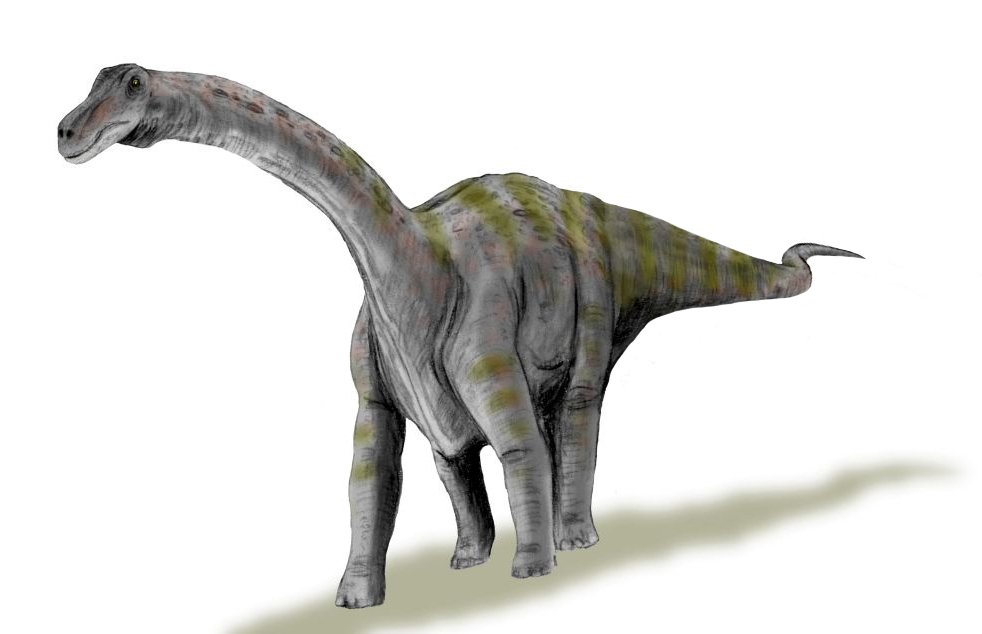

라페토사우루스(Rapetosaurus)는 백악기 후기에 마다가스카르에서 살았던 용각류인 공룡이다. 티타노사우루스과에 속하며 1995년에 발굴되어 명명되진 공룡으로 학명의 이름은 라페토의 도마뱀이란 뜻을 가지고 있다. 티타노사우루스과중에 유일하게 두개골이 발굴된 종류이며 몸길이는 15M에 몸무게는 12TON이 되는 공룡이다.

## 라페토사우루스의 특징
라페토사우루스는 초식공룡이며 작은 나뭇가지의 잎과 열매를 즐겨먹었다. 이 공룡의 두개골이 발굴되면서 티타노사우루스과의 공룡들은 디플로도쿠스와 브라키오사우루스의 특징을 고르게 가졌다는 사실을 알게 되었으며 또한 이들이 백악기 후기에 등장하였기에 이들이 훨씬 발전한 개체라는것을 확인할 수 있었다. 즉 이 공룡의 발견으로서 그동안 티타노사우루스과에 속하는 공룡들에 대한 비밀을 풀수 있었다고 해도 과언이 아니다. 또한 이 공룡은 다른 티타노사우루스과의 공룡과는 달리 그렇게 포식자인 육식공룡을 쉽게 압도하지는 못하였다. 같은 시기에 병존했던 마푸사우루스, 티라노사우루스, 카르카돈토사우루스처럼 위협적인 육식공룡들을 같은 티타노사우루스과의 친척인 아르헨티노사우루스, 알라모사우루스, 파랄라티탄, 푸에르타사우루스들에 비해선 체구가 작았기에 포식자들이 사냥하기엔 훨씬 쉬운 상대였으며 그로 인해 마푸사우루스가 합동으로 공격하면 쉽게 잡아먹혔을 것이다. 이 공룡의 발견은 그동안 공룡에 대한 수수께끼의 비밀을 풀수있던 좋은 열쇠가 되었으며 그만큼 의의가 깊은 공룡이다.

## 라페토사우루스를 발견함이 가지는 의의
라페토사우루스의 발견은 공룡의 발견과 연구에 더욱 박차를 가하게 되었으며 그만큼 그동안 공룡에 대한 베일의 실마리를 풀수있는 좋은 단서가 되었다. 또한 아직도 미궁으로 빠져있을수도 있는 미발굴의 공룡개체를 발견하는데 있어서 결정적인 단서를 제공해준 고마운 공룡의 종으로 생각할 수 있다.